# 开姆尔县
开姆尔县是印度比哈尔邦的38个县之一，县府坐落于巴布瓦。全县面积3363 km²，人口为1284575人（2001年普查）。该县有相当大的森林、丘陵地区，现在常有山匪出没。开姆尔县是巴特那专区的一部分。

## 历史
开姆尔县设立于1991年。它是由罗塔斯县分离出来的。该县最早的人类居住的证据是勒达森林的岩画，距今已有2万年。

## 地理
开姆尔山脉和罗塔斯高原覆盖了该县的南部。开姆尔有106300公顷的森林覆盖面积，设立有开姆尔野生动物保护区，内有老虎，豹子和瞪羚。